# Philip ten Klooster

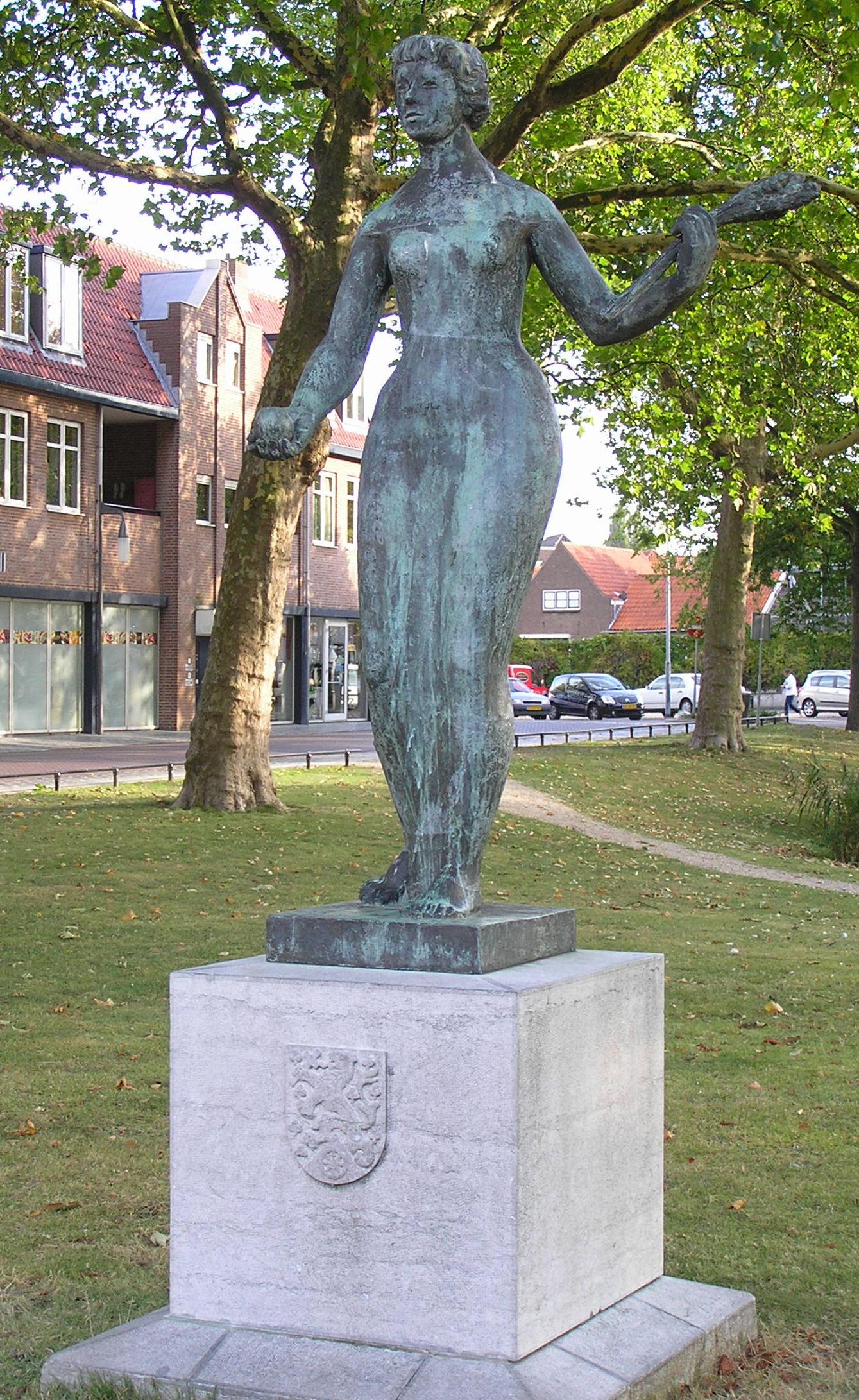
Ceres, Dam in Goes

Philip ten Klooster (Semarang (Nederlands-Indië), 20 februari 1909 – Veere, 2 september 1969) was een Nederlandse beeldhouwer en tekenaar.

## Leven en werk
Philip of Flip ten Klooster was een zoon van de graficus en schilder Johan ten Klooster. Hij volgde een opleiding beeldhouwen aan het Instituut voor Kunstnijverheidsonderwijs in Amsterdam, als leerling van Barend Jordens en Kees Oosschot, en vervolgde zijn studie aan de Rijksakademie van beeldende kunsten onder Jan Bronner.
Ten Klooster woonde en werkte in Amsterdam, Huizen (N.H.) en na de Tweede Wereldoorlog in Zeeland vanuit Veere. Hij werkte ook buiten Zeeland mee aan diverse restauratiewerkzaamheden en maakte in dat kader onder andere de beelden aan de gevel van het Stadhuis van Gouda.

## Werken (selectie)
- oorlogsmonument, Torenring, 's-Heer Arendskerke (1948)
- beeld boven ingang voormalige Provinciale Bibliotheek van Zeeland in Abdijgebouw, Middelburg
- beeld Frans Naerebout, Bellamypark, Vlissingen (onthulling 5 juli 1952, op 25 juni 2007 herplaatst op het bolwerk De Leugenaar aan Boulevard De Ruyter.
- beeld godin Ceres, Dam, Goes (1954)
- beeld in Station Vlissingen ter herinnering aan de elektrificatie, Vlissingen (onthulling 17 april 1957)
- beeld Willem Beukelszoon, Markt, Biervliet (onthulling 5 september 1958)
- beelden (lakenwever, fruitteler) gevel stadhuis, Kapelle
- beeld Zeeuws trekpaard, Dorpsplein, Schoondijke